# Вікторія Маремуха
Вікторія Маремуха (5 червня 1989 Мартинівка)  — українська модель, блогер, актриса та телеведуча. Фіналістка шоу Супермодель по-українськи 2 сезон.

## Життєпис
Народилась Вікторія в маленькому селі Мартинівка, що у Вінницькій області. З самого дитинства вона мріяла підкорити подіум і стати відомою супермоделлю. Однак батьки були не на її боці. Як мама, так і тато не підтримували дівчинку в її ініціативах почати модельну кар'єру, вважаючи, що це не повноцінна професія. Єдину фотосесію, в якій брала участь як модель, подарувала подруга. Вікторія з раннього віку була невисокого зросту, тому навіть друзі і однокласники стверджували, що моделі з неї не вийде. Вікторія до проєкту працювала асистенткою викладача у Київському Національному університеті культури і мистецтв. Також вона займалась йогою і боїться висоти.
18 квітня 2022 року виклала пост в Instagram, де поділилась своє вагітністю. 

## Участь в проєктіСупермодель по-українськи
На проєкт «Супермодель по-українськи» повністю всю анкету замість Віки заповнював її друг Женя. Згодом він разом з нею їздив на кастинг для знімальної групи і на фінальні проби для членів журі. Перші кілька тижнів на проєкті ніхто з дівчаток не сприймав Маремухи як головного конкурента. Всі учасниці вважали, що вона не дотягне і до сьомого тижня. Вікторія зізнається, що таке ставлення зіграло їй тільки на руку, адже вона могла без жодних побоювань робити приголомшливі фото і потроху заслуговувати повагу членів журі. Їй вдалося підкорити всіх суддів, однак, Сергій Нікітюк був незламний. Відомий український скаут з самого початку не бачив в дівчині потенційну модель, що дуже поранило Вікторію, адже він в точності копіював поведінку батьків. У свої 25 Вікторія дійшла до фіналу та посіла 2 місце.

## Участь в серіаліКиїв вдень та вночі
В серіалі Київ вдень та вночі грала сама себе. Була дівчиною Богдана, але невдовзі закохалася в Сашу.

## Ранок з Україною
На телеканалі Україна проходила кастинг на шоу Інстапопелюшка. Вікторія заповнила анкету і через якийсь час її запросили на проєкт. Вікторія виграла цей проєкт і тепер працює телеведучою на ранковому шоу «Ранок з Україною».

## Фільмографія
- 2018 — «Виходьте без дзвінка» — Сніжана